# كريستيان بيتري
كريستيان بيتري (بالرومانية: Cristian Constantin Petre)‏ هو لاعب اتحاد الرغبي روماني، ولد في 22 مارس 1979 في أوراديا في رومانيا.

## وصلات خارجية
- كريستيان بيتري عل موقع إسبنسكروم (الإنجليزية)
- كريستيان بيتري على موقع ItsRugby.co.uk (الإنجليزية)